# Zhang Xiaogang
Dans ce nom chinois, le nom de famille, Zhang, précède le nom personnel.
Pour les articles homonymes, voir Zhang.
Zhang Xiaogang (en chinois traditionnel: 張曉剛 simplifié: 张晓刚 pinyin: Zhāng Xiǎogāng), né en 1958 à Kunming, est un artiste contemporain chinois, peintre symboliste surréaliste. Il vit au Sichuan et à Pékin.

## Biographie et œuvre
Zhang Xiaogang est célèbre pour ses séries « Bloodline », portraits stylisés et souvent monochromatiques (noir et blanc) de familles chinoises. Les poses rappellent la tradition chinoise des portraits familiaux de la Révolution culturelle, et les compositions du surréalisme européen. Les critiques ont salué ses peintures comme des « portraits de l'âme chinoise moderne ».

## Cote
- Mai 2006, Tiananmen Square, huile sur toile de 1993, a été vendue pour 2,3 M$ chez Christie's à Hong Kong[1].
- Novembre 2006, Blood Line Series : Comrade no 120, a été vendue pour 806.820 $ chez Phillips à New-York.
- 21 mars 2007, Bloodline: Three Comrades, a été vendue pour 2,112 M$ , 2 112 000 par Sotheby's à New-York [2].
- En avril 2008, à Hong Kong, l'un de ses tableaux, Bloodline : the Big Family n°3 a été vendu pour le montant record de 6 millions de dollars, la plus haute enchère pour un artiste contemporain chinois[3].